# Aeroportul Canton Island
Aeroportul Canton Island (IATA: CIS, ICAO: PCIS) este un aeroport din Insulele Phoenix, Kiribati. A fost deschis în 1939.
Situat la o altitudine de 3 m, aeroportul dispune de o singură pistă.